# Departament de Sonsonate
Sonsonate és un departament de la zona occidental del Salvador.
La seva capçalera departamental és Sonsonate. Té una àrea de 1,225.77 quilòmetres quadrats, una població aproximada de 518.522 habitants (2006) i una densitat demogràfica de 423 hab/km².

## Municipis
1. Acajutla
2. Armenia
3. Caluco
4. Cuisnahuat
5. Izalco
6. Juayúa
7. Nahuizalco
8. Nahulingo
9. Salcoatitán
10. San Antonio del Monte
11. San Julián
12. Santa Catarina Masahuat
13. Santa Isabel Ishuatán
14. Santo Domingo
15. Sonsonate
16. Sonzacate